# کتاب ارواح
| بررسی جمعی    | بررسی جمعی |
| منبع          | رتبه‌بندی   |
| ------------- | ---------- |
| متاکریتیک     | ۸۰/۱۰۰     |
| بررسی انتقادی |            |
| منبع          | رتبه‌بندی   |
| آل‌میوزیک      | [ ۲ ]      |
| بیلبورد       | [ ۳ ]      |
| Classic Rock  | ۹/۱۰       |
| گاردین        | [ ۵ ]      |
| کرنگ!         | ۵/۵        |
| متال همر      | ۱۰/۱۰      |
| ان‌ام‌ئی        | ۸/۱۰       |
| کیو           | [ ۹ ]      |
| رولینگ استون  | [ ۱۰ ]     |
| آنکات         | ۷/۱۰       |

کتاب ارواح (به انگلیسی: The Book of Souls) شانزدهمین آلبوم استودیویی گروه هوی متال انگلیسی آیرن میدن است که در ۴ سپتامبر ۲۰۱۵ منتشر شد. این اولین آلبوم دوگانه این گروه و همچنین طولانی‌ترین آلبوم آن‌ها تا به امروز است که مجموعاً ۹۲ دقیقه و ۱۱ ثانیه زمان دارد. به‌منظور بهبودی خواننده بروس دیکینسن پس از برداشتن تومور سرطانی در اوایل سال ۲۰۱۵، پخش و برگزاری تور حمایتی این آلبوم به تعویق افتاد. همچنین این اولین آلبوم آن‌ها است که از زمان پایان رابطه ۳۰ ساله آن‌ها با ئی‌ام‌آی رکوردز، در پارلفون منتشر می‌شود.
این آلبوم در چارت‌های ایتالیا، نروژ، هلند، لهستان، فنلاند، سوئد، سوئیس، پرتغال، اتریش، فلاندرز، در رتبه اول و در چارت‌های والونیا، فرانسه، ایرلند، استرالیا، آمریکا، دانمارک، نیوزلند، جزو ده آلبوم اول قرار گرفت.